# Tourza
Tourza (en árabe: تورزة) es una pueblo en la región de Uarzazat, al sur del Alto Atlas y el Atlas al norte de Little en el sureste de Marruecos. Su nombre se refería originalmente a una planta del Atlas.
Sus pueblos vecinos son: Aammar y Alnif, Ait el farsi, Tinerhir. Tiene una población de 10 000 y la zona cuenta con 15 000 habitantes, según el censo de 2012. El grupo étnico predominante es amazighs, y la ciudad está en el centro de uno de los oasis más atractivos del sur de Marruecos. Los frondosos árboles de palma cubren cerca de 30 millas (48 km) en 500 a 1 500 metros (550 a 1.600 m) de ancho a lo largo del tracto Tourza.

## Economía

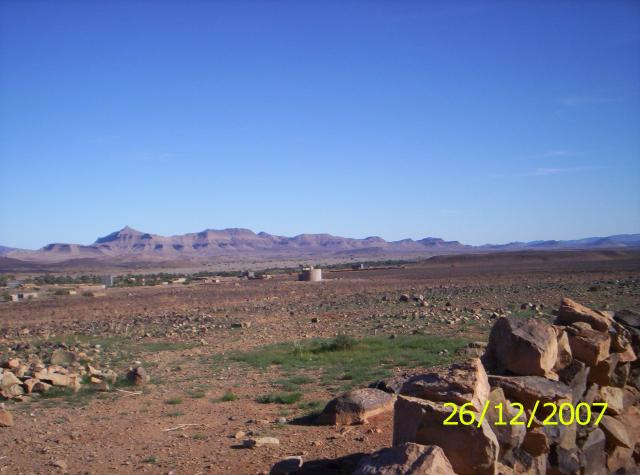
Tourza en 2007

La economía de la ciudad se basa principalmente en la agricultura, el comercio y los servicios relacionados con el turismo.
Muchas familias viven del dinero enviado a casa por sus parientes de inmigrantes en Europa. Actividades sociales y culturales siguen creciendo fuertemente en los últimos años, los proyectos para el entretenimiento de los niños pequeños están aumentando en muchos pueblos, y también los proyectos de alfabetización destinados a adultos y en particular de las mujeres se están llevando a cabo. Estos proyectos son apoyados por un gran número de organizaciones a nivel local y en el extranjero (GTF, APS, y muchos otros).

## Ciudades hermanas
| - Aït Hani - Aït Yahya - Alnif - Marrakech - Amellagou - Er-Rachidía - Uarzazat | - Tinghir - Er-Rissani - Er-Rteb - Es-Sfalat - Es-Sifa - Et-Taous - Aougous | - H'Ssyia - Imilchil - Lkheng - Melaab - M'Ssici - M'Zizel - Tadighoust |

- Portal: Marruecos. Contenido relacionado con  Marruecos.

- Datos: Q555016